# 奧地利的卡爾·約瑟夫 (1649-1664)
奧地利的卡爾·約瑟夫（德語：Karl Joseph von Österreich，1649年8月7日—1664年1月27日），神聖羅馬皇帝斐迪南三世與第二任妻子奧地利的瑪麗亞·利奧波汀的獨子。
卡爾·約瑟夫的母親在他出生當天即去世。1664年，卡爾·約瑟夫於林茲去世，年僅14歲。